# Merarí
Segons l'Èxode, capítol sisè, Merarí va ser el tercer fill de Leví, fill del patriarca Jacob.
Merarí és comptat entre els hebreus que segons la Bíblia van emigrar des de Canaan a Egipte amb la família de Jacob.
Els seus fills, ja nascuts a Egipte, van ser:
- Mahlí, pare de:
  - Elazar. Aquest només va tenir filles, que es van casar amb els seus cosins, fills de Quix.
  - Quix
- Muixí, pare de:
  - Mahlí, pare de Xèmer, pare de Baní, pare d'Amsí, pare d'Hilquià, pare d'Amassià, pare d'Haixabià, pare de Mal·luc, pare d'Abdí, pare de Quixí, pare d'Etan, un dels cantors que va escollir el Rei David per acompanyar l'Arca de l'Aliança a Jerusalem.
  - Éder
  - Jerimot